# Coro della chiesa di Santo Spirito
Zoanne di agazi et maestro paganino da giussano habita cum el dito maestro zoanne intaiadori et lavoradori de legname per l'altra parte convenuti insieme ed acordati cioe che li ditti maestro zoane e maestro Bernardo suo fratello et maestro paganino debbiano fare in la chiesa de sancto Spirito in Loco...»
(4 novembre 1501)
Il Coro della chiesa di Santo Spirito di Bergamo è un'opera lignea in arte rinascimentale. È una perfetta opera architettonica anche se poco conosciuta, posta nel presbiterio della chiesa omonima.

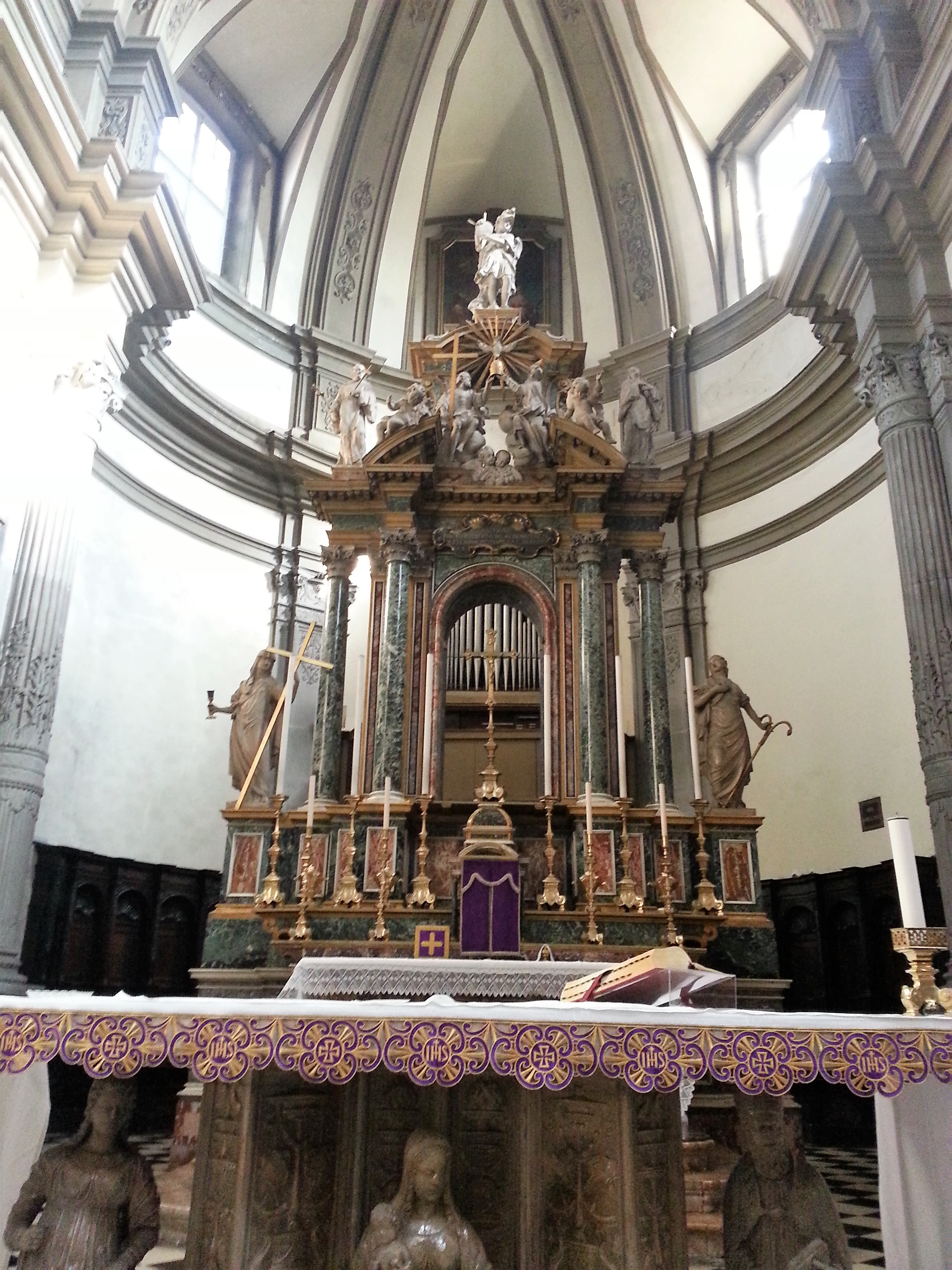
Abside della chiesa di Santo Spirito

## Storia
L'abside della chiesa risale al XIX secolo, mentre la realizzazione del coro è dei primi anni del XVI secolo, per questo il coro non si presenta nella sua originaria composizione venendo successivamente adattato, ma l'architettura degli stalli, degli archivolti e delle colonnine verrà successivamente ripresa per i cori di altre importanti chiese. La medesima soluzione architettonica è presente nella chiesa di san Pietro di Perugia e di  san Domenico a Bologna, cori che furono realizzati dai bergamaschi Francesco e Damiano Zambelli su probabile progetto di Mauro Codussi  Le colonnine del coro vennero riprese per le iconostasi della basilica di santa Maria di Bergamo.
Il contratto per la realizzazione di un coro da posizionare sull'abside venne redatto il 4 novembre 1501 nel palazzo episcopale tra il Cipriano Querini, priore del monastero dei Canonici regolari di santo Spirito, Marco da Venezia, procuratore del monastero, Giacomo di Alessandro Tasso di Cornello che commissionavano ai fratelli Giovanni e Bernardo figli di Giacomo della Valle detti Gazini o Agazzi provenienti da Serina e il loro collaboratore e garante Gelmino Madaschi di Borgo di Terzo, entrambi falegnami. Il contratto fu ratificato pochi giorni dopo dal capitolo del monastero alla presenza di testimoni tra questi il giurista Benedetto Ghislandi, dove fu pattuito il compenso in 200 ducati, e che il lavoro doveva essere consegnato entro diciotto mesi. 
Finanziatore dell'opera fu quindi per metà il dei canonici e per metà di Giacomo Tasso del Cornello che lasciò poi testamento per la realizzazione del Polittico di Santo Stefano commissionato dal nipote Domenico al Bergognone, e fratello di quell'Agostino, che lascerà un lascito testamentario per la riedificazione della chiesa ad opera di Pietro Isabello nel 1520, e avrà la sua tomba posta sul lato sinistro del presbiterio. La famiglia Tasso ebbe un ruolo importante nella decorazione della chiesa. Il progetto del coro che viene considerato lavoro dell'Isabello, potrebbe invece considerarsi che sia stato uno studio di Alessio Agliardi. Non si conoscono i tempi di consegna dell'opera, probabile che i tempi siano poi slittati di parecchio data la difficoltà nel reperire i materiali e nella realizzazione delle colonnine. Un brogliaccio presente nei documenti in minuta del notaio Giacomo Petrobelli indicherebbe il fine lavori il 4 aprile 1504. Il dato non è stato riportato dal notaio sui documenti ufficiali per una diatriba che si era creata tra i committenti e i “marengoni”, ma proprio nel 1504 si riunì il capitolo sul in publico capitulo et coro.

## Descrizione
Il contratto stipulato nel 1501, descrive la realizzazione di un coro in legno di noce scuro con cinquanta sedili di due misure differenti disposti su due file anche se il monastero aveva allora solo una ventina di monaci, da qui si deduce che la composizione originale era molto differente da quella poi recuperata.

 Era disposto in maniera rettangolare e aveva un terzilio centrale sicuramente molto lavorato. Nel 1858 Vincenzo Lucchini modificò il presbiterio accorciandone il coro, probabilmente avvicinandosi al progetto del Caniana che aveva realizzato la volta della navata. Di questa opera però rimangono solo i diciassette sedili grandi, mentre non ne è rimasto nessuno di quelli di misura inferiore che probabilmente si trovavano nella seconda fila di misura inferiore.
Il coro è stato nel tempo molto modificato se non distrutto, am si presenta ancora nella sua sobria bellezza, che risponde alla committenza: […] in gloriam Dei ac utilitatem et ornamentum ecclesie predicte et decus civitatis.
Gli stalli si presentano dalla linea pulita e essenziale di pura architettura. Le lunette superiori sono conformate a conchiglia a pettine mentre le colonnine che poggiano sui pilastrini dei braccioli, presentano forme e intagli che raffigurano il vasto repertorio presente nelle cornici dei polittici e alle opere di lapicidi ricordando gli altari della chiesa di san Francesco di Brescia. Lo stallo centrale è di misura superiore a quelli laterali,  ed è il solo a colonnine binate e da un raccordo che con i pilastri posteriori forma una Serliana. I motivi di nastri intrecciati furono ripresi sulle colonne di pietra poste all'ingresso della chiesa e riprendono i motivi decorativi romanici e dell'alto medioevo. I capitelli delle colonnine con inserite testine di angelo furono d'ispirazione per altri artisti. La forma affusolata delle colonne che danno l'impressione di una sovrapposizione di fusti con la parte inferiore messa al contrario fu poi d'ispirazione anche all'Isabello per le cappelle della medesima chiesa e ad Andrea Moroni.